# Lenarchus rectangulatus
Lenarchus rectangulatus là một loài Trichoptera trong họ Limnephilidae. Chúng phân bố ở miền Cổ bắc.